# Hřbitov v Jestřebí
Hřbitov v Jestřebí je pohřebiště nacházející se v centru obce Jestřebí v okrese Česká Lípa. Hřbitov se zvonicí je chráněn jako kulturní památka České republiky.

## Historie
Hřbitov byl zřízen v sousedství někdejšího jestřebského farního kostela, který však zanikl za třicetileté války. Bohoslužbám pak sloužila kaple na návsi a od konce 18. století pak nový kostel, postavený ovšem jako úplná novostavba na okraji vsi, poblíž cesty na Doksy. Ze starého kostela zůstala pouze věž, sloužící jako zvonice, a hřbitov byl rozšířen i na plochu někdejšího starého kostela, který byl (s výjimkou již zmíněné zvonice) zcela zbořen. Od té doby slouží jako hlavní pohřebiště pro Jestřebí a osadu Újezd. Po roce 1945 byla řada původních hrobů zrušena. V roce 2020 byl vytvořen tzv. digitální pasport hřbitova, dostupný následně v internetové databázi.

## Stavební podoba
Hřbitov se nachází na pískovcové skalní terase pod hradem Jestřebí. K hlavní hřbitovní bráně vede od vsi dvouramenné schodiště. Druhý vstup na hřbitov je z nezpevněné cesty, vedoucí k jestřebskému hradu. Hřbitov má nepravidelný půdorys. Nachází se na něm věž, pozůstatek původního kostela. V jejím přízemí je klenutá místnost, vedená v katalogu litoměřické diecéze jako kaple Vzkříšení Páně (nyní jde spíše o jakési skladiště hřbitovních potřeb). První patro věže je přístupné po vnějším schodišti. Ohrazení hřbitova je z lomového kamene, z jedné strany jej ohraničuje přímo pískovcová skalní stěna. Při této skalní stěně se nachází výklenkové kaple tzv. Svaté cesty (zastavení, podobná křížové cestě, upomínající však i na další události ze života Ježíše Krista). Některé tyto kapličky tvoří v několika případech přímo součást hrobů, nad kterými jsou postaveny. Po stranách některých těchto kaplí je skalní stěna obložena hrubým dlaždicovým, nakoso kladeným obkladem. Podél těchto kaplí jsou některé historické hroby, včetně hrobu duchovních správců místní katolické farnosti. Hřbitov má dvě úrovně, propojené na hlavní cestě schodištěm. Za schodištěm se nachází sloup s ionskou hlavicí, který původně završoval tepaný, bohatě zdobený kovový kříž, datovaný rokem 1826. Vlivem špatného stavu sloupu kříž kolem roku 2012 spadl a zatím nebyl obnoven. Poblíž severozápadního nároží hřbitova se nachází výrazný náhrobek tří vojáků Rudé armády. Kamenicky propracovanější hroby se nacházejí převážně při hřbitovních zdech, uvnitř hřbitova převažují náhrobky jednoduchých tvarů.